# Lézan
Lézan település Franciaországban, Gard megyében. Lakosainak száma 1580 fő (2022. január 1.). Lézan Boisset-et-Gaujac, Canaules-et-Argentières, Cardet, Massillargues-Attuech, Ribaute-les-Tavernes és Saint-Jean-de-Serres községekkel határos.

## Népesség
A település népességének változása:
| Lakosok száma | 665  | 734  | 870  | 1207 | 1618 | 1570 | 1537 | 1512 | 1535 | 1580 |
|               | 1968 | 1982 | 1990 | 2006 | 2013 | 2015 | 2017 | 2019 | 2020 | 2022 |